# 玛纳斯古城遗址
玛纳斯古城遗址，又称楼南古城、唐城，当地俗称破城子，位于中华人民共和国新疆维吾尔自治区昌吉回族自治州玛纳斯县，是唐代庭州西部等级最高的城址。玛纳斯古城遗址或为唐乌宰守捉，也可能是也可能是级别更高的清海军军城，城址面积约29万平方米。2019年，玛纳斯古城遗址入选第八批全国重点文物保护单位。

## 地理地望
行政区划上，玛纳斯古城遗址属于中华人民共和国新疆维吾尔自治区昌吉回族自治州玛纳斯县玛纳斯镇南城社区，位于县城东北2至3.5千米。地理上，玛纳斯古城遗址是新疆天山山脉北麓最西端的唐代遗址，位于天山北麓的冲积平原之上，海拔约447米。丝绸之路方面，玛纳斯古城是丝绸之路新北道之上。
古城遗址的土质呈轻微碱化，地表存在骆驼刺、杂草等植物。城内留有砖厂、砖窑的遗迹。古城遗址四周以农田为主，也分布有高大树木。玛纳斯河位于古城遗址西6千米处，玛纳斯河古河道则位于城址西侧。

## 古城历史
玛纳斯古城遗址至少存有两个文化层堆积，因采集到唐代风格的残陶片以及“开元通宝”残币，加上根据古城的构筑方式可判断至少在唐代建城。从出土文物判断，古城或一直沿用至西辽到元代。
玛纳斯古城或是唐代乌宰守捉所在地，也可能是级别更高的清海军军城。判断玛纳斯古城遗址为乌宰守捉的主要依据为《新唐书》中对北庭大都护府（即北庭故城遗址）所属各守捉、县城、河流之间的距离记载。另外，对古城遗址的“唐城”亦可证明。玛纳斯古城是清海军军城的原因包括古城是唐代庭州范围内规模较大的城址之一，是庭州西部等级最高的城址，并且古城地处平原之上便与农业生产，或是唐代主要的人口聚居地。清海军是庭州维持其西部防务的核心，玛纳斯古城的规模、结构符合清海军在庭州军防体系的地位。另外，《新唐书》的记载中，对俱六守捉、轮台县、张堡守捉之间的距离并不符《唐六典》中“凡三十里一驿”的要求。并且过远的距离不利于信息、人员、防务的交流。故《新唐书》记载或有偏差。

## 形制遗物

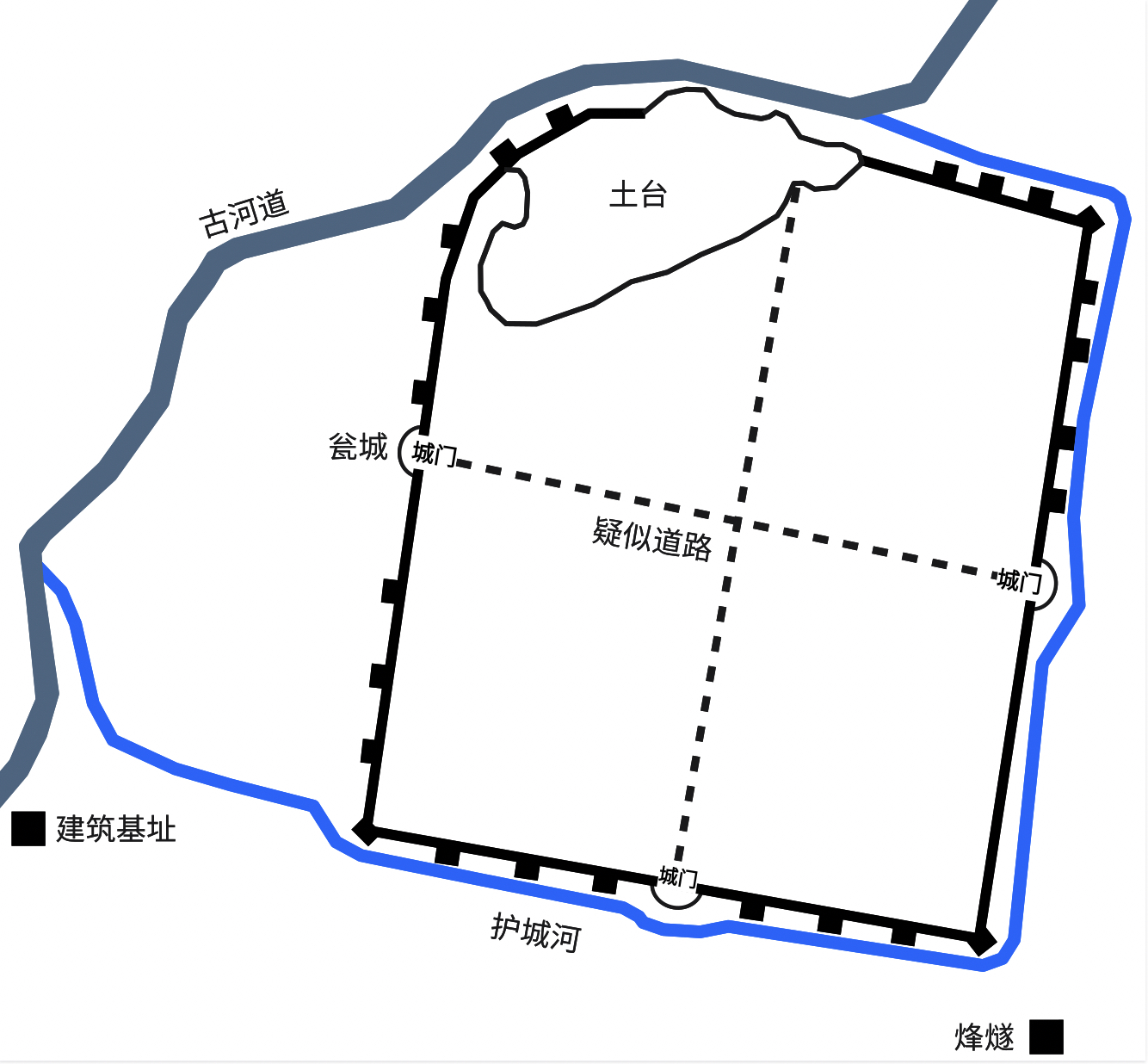
玛纳斯古城遗址示意图

玛纳斯古城遗址形制及布局体现军事防御的功能，城址平面总体呈长方形，南北约570米，东西约480米，总面积约29万平方米。东侧、西侧、北侧城墙保存良好，南侧城墙损毁严重。城墙建造方法为夯筑，夯层5到8厘米。城墙平均残高5米，宽7到10米。东侧、西侧、南侧城墙中部存城门及瓮城痕迹。城墙存马面、角楼等设施。城内道路布局为十字街，城内西北角有一处与城墙相连的土台，建筑遗迹存在于古城中部北侧。
古城城墙外存宽约15米的护城壕痕迹。城外东南约150米处存有玛纳斯古城烽火台遗迹，现存直径约10米，残高5米。烽火台为夯筑台体，原可能是平面呈方形，截面呈梯形的四棱台。但因破坏严重，立面几呈圆丘形。烽燧顶部坍塌，西侧夯层保存较好，夯层7到10厘米。烽燧表面受到严重剥蚀。城内采集、出土有陶器、石器、骨器、金属器等遗物。其中陶器有夹砂灰陶、红陶，以残陶片为主，也存在器形较大的陶缸、陶罐、陶瓮、陶盆、大象陶塑等，陶器有波形纹、漩涡纹等纹饰。石器包括磨盘、石棒等。金属器有铜镜、“开元通宝”残币等。

## 发掘保护
1980年代以前玛纳斯古城遗址并未受到保护。清末到新疆和平解放时，玛纳斯古城遗址一带多作为墓地。1960年代中期，遗址作为刑场使用。文化大革命时期因“拉沙改土”，遗址被滥掘。城内原高10米的土台也在此时被炸毁取土。从遗址出土的石器、玉器、金属器散落民间或被破坏。1970年代，兵站在此利用推土机平整土地。1985年开始承包给个人，在遗址范围内养鱼、养鸡、种田等。后又在遗址内兴建砖场。
直至1985年，考古学家王炳华等人调查天山北麓的故城遗址时，调查玛纳斯古城遗址。此后玛纳斯县多次组织调查玛纳斯古城遗址。2007年到2009年，中国科学院新疆生态与地理研究所等单位为调查玛纳斯河流域的人工绿洲的演变曾调查玛纳斯古城遗址。2011年，玛纳斯县举办“玛纳斯古城历史文化研究会”，新疆社会科学院、新疆文物考古研究所、新疆博物馆、新疆大学等高校、机构参会。2016年，中国人民大学实地考古调查玛纳斯古城遗址。2019年，为修缮玛纳斯古城西南角烽燧，对其测绘。2023年，由中国人民大学等单位组成的玛纳斯古城遗址考古勘探队对遗址考古勘探，摸清城墙、城门、道路等布局。
1991年，玛纳斯古城被列入第三批新疆维吾尔自治区文物保护单位。2011年，玛纳斯公布玛纳斯古城遗址的保护范围和建设控制地带。2012年开始，玛纳斯县启动玛纳斯古城保护项目。并于当年开始对古城遗址耕地退耕。2013年玛纳斯古城周围修建起围栏，开始封闭保护。2019年，中华人民共和国国务院公布第八批全国重点文物保护单位，玛纳斯古城遗址作为古遗址之一被列入其中。